# Daverio
Daverio är en ort och kommun i provinsen Varese i regionen Lombardiet i Italien. Kommunen hade 3 053 invånare (2018).